# Українська вушанка
Украї́нська вуша́нка — порода курей, що відноситься до м'ясо-яєчного типу продуктивності. В деяких каталогах порід згадується також як декоративна.

## Історія породи
Вушанка вважається однією з прадавніх українських порід курей, хоча точно встановити місце її походження не вдалося. За деякими даними розведенням породи займалися ще у XVII ст. Представники української вушанки досить активно експортувалися з України, що призвело до поширення популярності породи. Назву утворено від місця походження породи та зовнішніх ознак курки — невеликих розмірів вушних мочок, густо вкритих недовгим пір'ям.

## Особливості породи

### Загальний опис
Птахи не надто великі за розміром, мають компактний тулуб, широку пряму спину, опуклу грудну клітку та довгу шию. Ноги вушанки невисокі та мають рожеве забарвлення. Хвіст явно виражений та добре розвинений. Голова середньої величини з широкою лобовою кісткою. Обличчя українських вушанок яскраве, за баками приховані майже непомітні вушні мочки. Кури цієї породи виділяються яскраво вираженим підборіддям, листоподібним (рідше — розо- чи горіхоподібним) гребенем червоних відтінків, маленькими сережками та потужним дещо загнутим дзьобом.
Характерною рисою породи є інтенсивне оперення переважно коричневого (ближче до червоного) чи чорного відтінків. Світлі або білі відтінки пера зустрічаються вкрай рідко.
Жива маса курей становить 2-2,3 кг, півнів — 2,8-3 кг.
За зовнішніми ознаками українську вушанку часто плутають з курями породи ґалан, втім її вирізняє значно масивніше підборіддя.

### Господарські характеристики
Українські вушанки — невибагливі в утриманні та продуктивні птахи, що не потребують спеціальних умов чи харчування. До їх раціону включають зерно (в тому числі пророщене), боби, трави, бадилля, коренеплоди та овочі, кисломолочні продукти, знежирений сир, мішанки та відварену рибу без кісток.
Через особливу будову пера кури добре переносять низькі температури та швидко акліматизуються в нових умовах. Рідко застуджуються та не потребують теплого пташника.
Кури цієї породи мають яскраво виражений материнський інстинкт. Ретельно насиджують кладку яєць, а після появи курчат безперервно дбають про них.
Вушанки починають нестися приблизно з 6-місячного віку. Продуктивність у перший рік несучості складає близько 160 яєць на рік, що можна порівняти навіть з показниками деяких яєчних та яєчно-м'ясних порід. Шкаралупа яєць має світло-кремове забарвлення, маса яйця — близько 50 г.
Збереження молодняку становить близько 86 %, дорослих птахів — 89 %.